# 岑氏土司墓
岑氏土司墓，位于中国广西壮族自治区平果市旧城弄良，为一个省级文物保护单位，类型为古墓葬，为第四批广西壮族自治区文物保护单位，公布时间为1994年7月8日。
岑氏土司墓的历史年代为明。